# František Čapek
František Čapek (Branice, 24 oktober 1914 - Praag, 31 januari 2008) was een Tsjecho-Slowaaks kanovaarder.
Čapek won tijdens de Olympische Zomerspelen 1948 de gouden medaille in de C-1 10.000m. Zes jaar later tijdens de wereldkampioenschappen in 1954 won Čapek de zilveren medaille in de C-1 10.000m.

## Belangrijkste resultaten

### Olympische Zomerspelen
| Editie | Plaats | Resultaten  |
| ------ | ------ | ----------- |
| 1948   | Londen | C-1 10.000m |

### Wereldkampioenschappen vlakwater
| Jaar | Plaats | Resultaten  |
| ---- | ------ | ----------- |
| 1954 | Mâcon  | C-1 10.000m |

1948: František Čapek ·
1952: Frank Havens ·
1956: Leon Rotman
- Nationale Bibliotheek van Tsjechië: jo20000074548
- Virtual International Authority File: 84112393